# Gisulf I. (Benevent)
Gisulf I. († 706) war von 689 bis 706 Herzog von Benevent.

## Leben
Gisulf war der zweitälteste Sohn des dux Romuald I. von Benevent und dessen Frau Theuderada, der Tochter des dux Lupus von Friaul.
Als sein älterer Bruder Grimoald II. im Jahr 689 starb, wurde Gisulf sein Nachfolger als dux von Benevent. Er war mit Winiperga verheiratet, mit der er den Sohn Romuald II. hatte.
Gisulf erweiterte sein Dukat bis an den Liris. Um 703 eroberte Gisulf die römischen Städte Sura (Sora), Hirpinum (Arpino) und Arx (Arce) und zog brandschatzend und plündernd durch Kampanien. Bei der Stadt Horrea (möglicherweise Puteoli) trafen ihn Abgesandte von Papst Johannes VI., kauften die Gefangenen frei und brachten Gisulf durch „Geschenke“ dazu den Feldzug zu beenden.
Nach Gisulfs Tod im Jahr 706 wurde sein Sohn Romuald II. Nachfolger als dux von Benevent.